# Olszyna (województwo mazowieckie)
Olszyna – osada w Polsce położona w województwie mazowieckim, w powiecie przysuskim, w gminie Potworów.
W latach 1975–1998 miejscowość administracyjnie należała do województwa radomskiego.